# Platycopia
Platycopia är ett släkte av kräftdjur. Platycopia ingår i familjen Platycopiidae.
Platycopia är enda släktet i familjen Platycopiidae.
Kladogram enligt Catalogue of Life och Dyntaxa:
| Platycopia | \| \| Platycopia perplexa \| \| \| \| \| \| Platycopia pygmaea \| \| \| \| \| \| Platycopia sarsi \| \| \| \| \| \| Platycopia tumida \| \| \| \| |
|            | \| \| Platycopia perplexa \| \| \| \| \| \| Platycopia pygmaea \| \| \| \| \| \| Platycopia sarsi \| \| \| \| \| \| Platycopia tumida \| \| \| \| |
|            | Platycopia perplexa |
|            | |
|            | Platycopia pygmaea |
|            | |
|            | Platycopia sarsi |
|            | |
|            | Platycopia tumida |
|            | |